# NGC 2400
NGC 2400 is een groep van 3 sterren in het sterrenbeeld Kleine Hond. Het hemelobject werd op 26 februari 1853 ontdekt door de Amerikaanse astronoom George Phillips Bond.